# Port Sulphur
Port Sulphur é uma Região censo-designada localizada no estado americano de Luisiana, na Paróquia de Plaquemines.

## Demografia
Segundo o censo americano de 2000, a sua população era de 3115 habitantes.

## Geografia
De acordo com o United States Census Bureau tem uma área de
22,0 km², dos quais 15,7 km² cobertos por terra e 6,3 km² cobertos por água. Port Sulphur localiza-se a aproximadamente -1 m acima do nível do mar.

## Localidades na vizinhança
O diagrama seguinte representa as localidades num raio de 44 km ao redor de Port Sulphur.